# 환생경제
《환생경제》(還生經濟)는 대한민국의 연극이다. 노무현 대통령에 대한 탄핵과 그에 따른 역풍으로 제17대 총선에서 참패한 직후인 2004년 8월 28일 전라남도 곡성군에서 당시 한나라당 의원 24명으로 구성된 극단 '여의도'가 창단공연으로 선보였다. 노무현 대통령에 대한 정치풍자극이지만, 당시 현직 대통령이었던 노무현에 대한 과도한 욕설 대사들 때문에 논란이 되었으며, 수 년이 지난 2012년 총선 직전에도 누리꾼들 사이에 다시 논란이 되었다. 언론에 의해 "막말 연극", "환생욕설" 등으로 지칭되기도 한다.

## 줄거리
무능한 술주정뱅이 '노가리'(주호영)의 둘째 아들 '경제'가 '후천성 영양 결핍'으로 죽었다. 하지만 '노가리'는 여전히 정신 못 차리고 술에 절어 집터 탓만 해대며 이사 타령만 한다. 경제 어머니 '근애'(이혜훈)만 죽은 아들 '경제'를 살리기 위해 헌신한다. 결국 '저승사자'(주성영)는 경제를 살려주되, 대신 무능한 남편 '노가리'를 데려가겠다고 하지만 3년 후로 집행을 유예하겠다고 말한다. 마을 사람들이 죽었던 '경제'가 살아난다고 소리치며 극은 막을 내린다.

## 등장인물
- 단장: 박찬숙 의원
- 교감: 김영덕 의원
- 저승사자: 주성영 의원
- 나라 (경제의 여자친구): 나경원 의원
- 번영회장: 송영선 의원
- 노가리: 주호영 의원
- 민생 (노가리의 첫째 아들): 심재철 의원
- 경제 (노가리의 둘째 아들): 배역 없음 (작중 대사에서만 이미 사망한 상태라고 언급된다.)
- 박근애 (노가리의 아내): 이혜훈 의원
- 부녀회장: 박순자 의원
- 수집상: 이재웅 의원
- 번데기: 정두언 의원
- 깍두기 (5천년 역사바로세우기 위원장): 정병국 의원[2]

## 연출
이 작품의 연출은 중앙대학교 문예창작학과 이대영 교수가 맡았다. 그는 “체질적으로 권력 비판형이며, 한나라당이 실정을 했다면, 가차없이 비난했을 것”이라고 언급했다. 또한 자신은 “노무현을 찍었고, 지금도 지지한다. 그러나 그의 생각이 틀리다면 옳은 이야기를 해줘야 한다고 생각한다”고 말했다. 이후 그는 2008년 한국문화예술교육 진흥원 원장, 2009년 유네스코 한국위원회 문화분과위원을 지냈다. 박근혜 대통령 당선 뒤 대통령직인수위원회 여성·문화분과 전문위원으로 임명되기도 했다.

## 반응과 논란
"이쯤 되면 막 가자는 거지요?"라는 노무현 전 대통령의 발언을 흉내내는 극중 '노가리'는 당시 노무현 대통령을 풍자한 것이다. 그런데 이 '노가리'에 대한 욕설 대사가 반복적으로 나와서, 그 적절성을 두고 논란이 되었다. 예컨대, 극중 부녀회장 (박순자 의원)은 '노가리'에게 "육실할 놈", "개잡놈", "사나이로 태어났으면 불알 값을 해야지!", "죽일 놈", "거시기 달고 다닐 자격도 없는 놈" 등의 욕설을 한다. 아무리 연극이라지만, 국회의원들이 한 나라 대통령한테 이렇게 욕설을 퍼부어도 되는지 논란이 됐다. 하지만 한나라당 의원들은 "연극은 연극일 뿐"이라며 "뭐가 문제냐?"는 반응을 보였다. 당시 임태희 한나라당 대변인도  "내용은 도외시한 채 아주 부분적인 대사 몇 개를 빌미로 연극 전체를 문제 삼는 것은 올바른 문화적 자세가 아니다."라고 주장했다.
8년이 지난 2012년, 제19대 총선을 앞두고 김용민 민주통합당 후보의 이른바 과거 막말이 논란이 되면서, 비슷한 시기에 상연된 이 공연이 다시 누리꾼들 사이에 논란이 되었다.